# Transport miejski

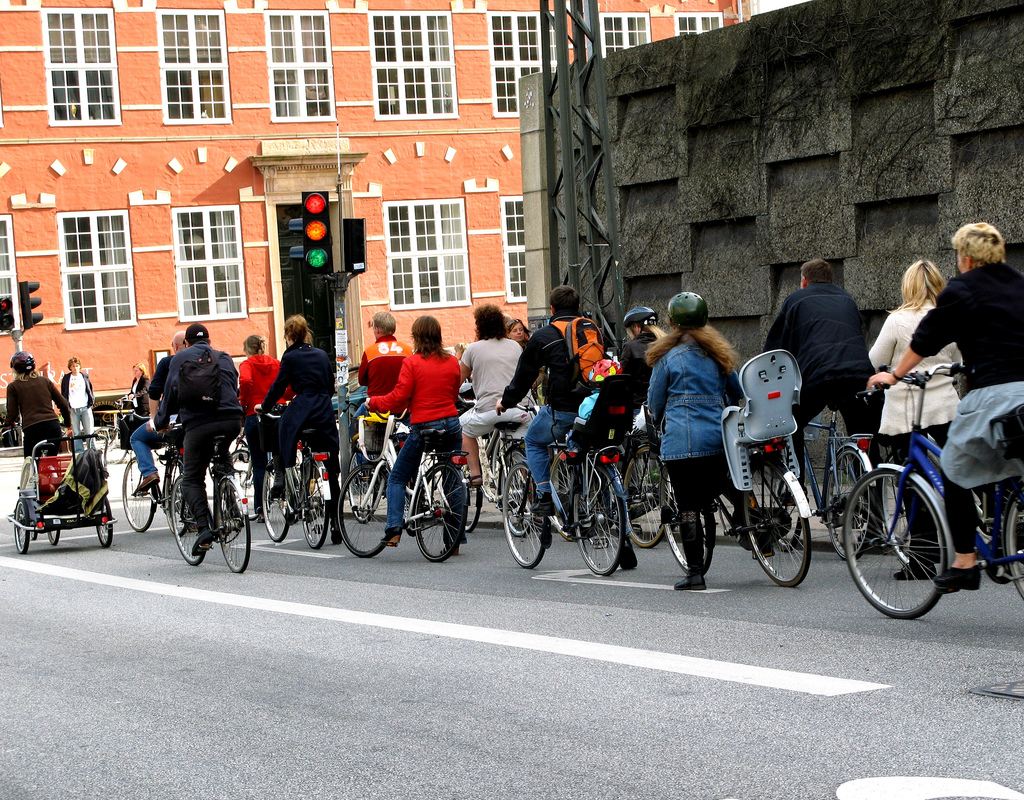
Indywidualny transport miejski w Kopenhadze

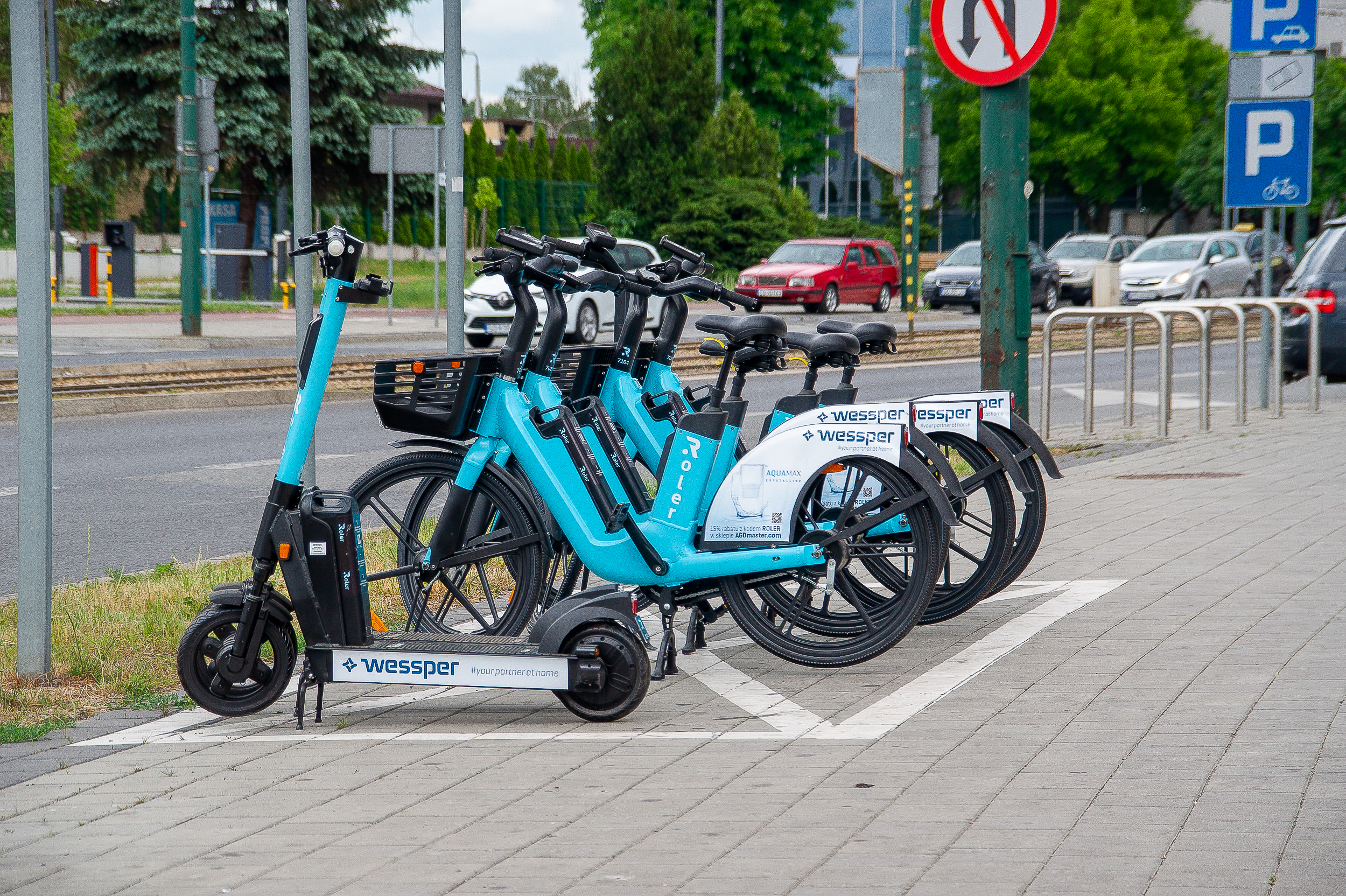
Współdzielone hulajnogi elektryczne i rowery elektryczne jako element transportu miejskiego ostatniej mili.

Transport miejski – dziedzina gospodarowania polegająca na zaspokajaniu potrzeb przewozowych na obszarze zurbanizowanym: w obrębie miasta oraz w strefie podmiejskiej.
Transport miejski może odbywać się pieszo lub z wykorzystaniem odpowiednich środków:
- transportu indywidualnego (np. rower – w tym rower miejski; motorower, motocykl, urządzenia transportu osobistego np. Segway, urządzenia wspomagające ruch np. łyżworolki),
- hulajnogi elektryczne — w tym współdzielone,
- transportu grupowego (np. riksza, samochód osobowy, taksówka, taksówka zbiorowa),
- transportu zbiorowego (np. autobusy i trolejbusy różnej konstrukcji i wielkości; tramwaje – w tym szybki tramwaj i premetro; kolej miejska – w tym kolej linowa, kolej linowo-terenowa, metro; środki transportu wodnego, w tym prom, wodolot, tramwaj wodny)[2].

Problematyka transportu miejskiego dotyka w głównej mierze zagadnień zbiorowego transportu pasażerskiego, więc termin ten bywa utożsamiany z pojęciem komunikacja miejska, oznaczającym miejski pasażerski transport zbiorowy.
Oprócz transportu zbiorowego w niektórych miastach funkcjonują publiczne systemy wypożyczania rowerów oraz samochodów osobowych: car-sharing.

## Komunikacja miejska jako część komunikacji zbiorowej

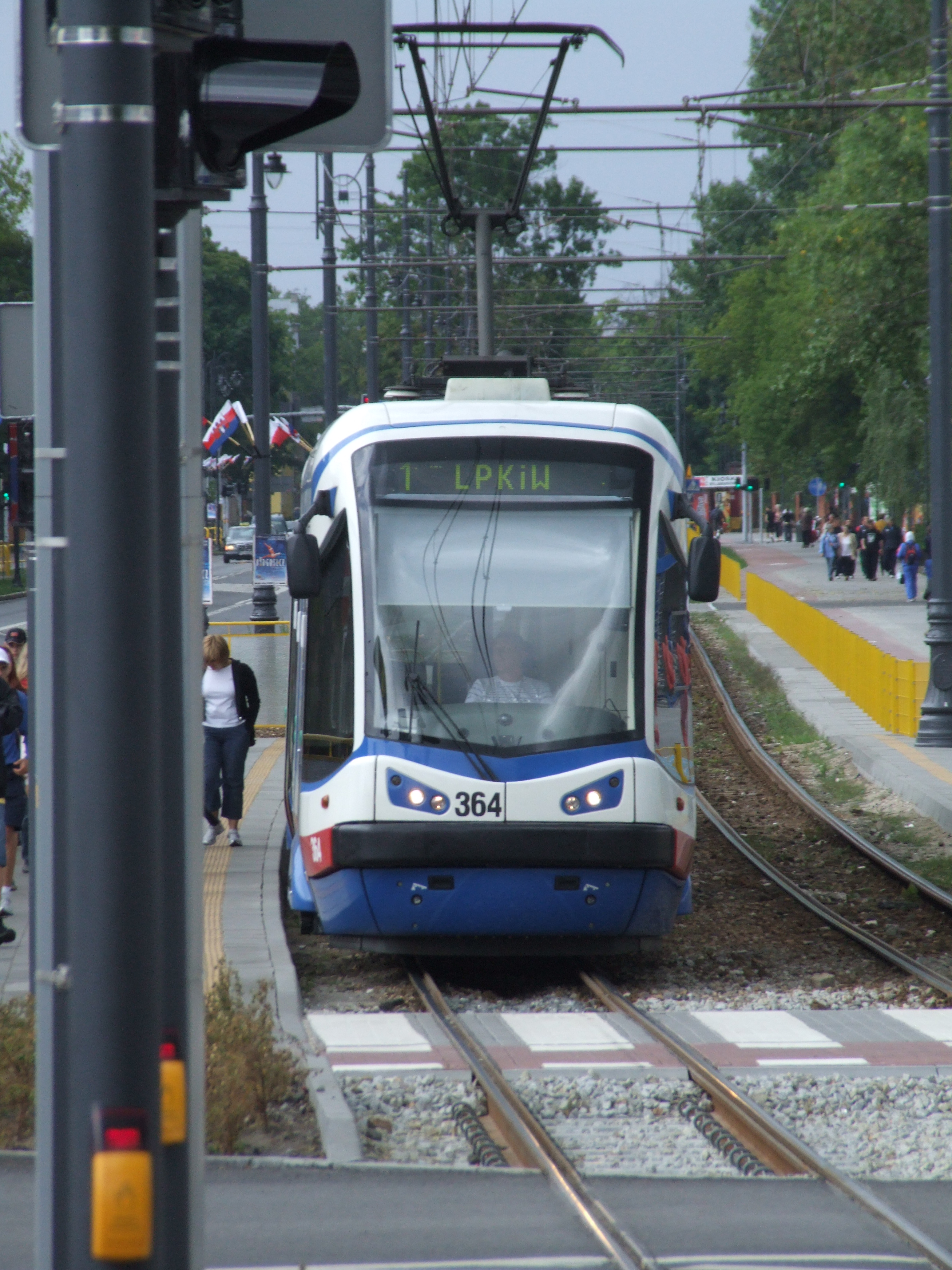
Tramwaj w Bydgoszczy

Komunikacja miejska stanowi część większego systemu transportowego – komunikacji zbiorowej – obejmującego zarówno połączenia mające status użyteczności publicznej (publiczny transport zbiorowy), jak i niemające tego statusu (prywatny transport zbiorowy).
Komunikacja miejska jest wyróżniana w podziale komunikacji zbiorowej ze względu na zasięg przestrzenny sieci połączeń jako część komunikacji lokalnej (dzielonej na komunikację miejską i podmiejską), obok komunikacji: regionalnej (w warunkach polskich realizowanej w skali powiatów i województw), ponadregionalnej (w skali kraju) i międzynarodowej (wykraczającej poza obszar kraju).

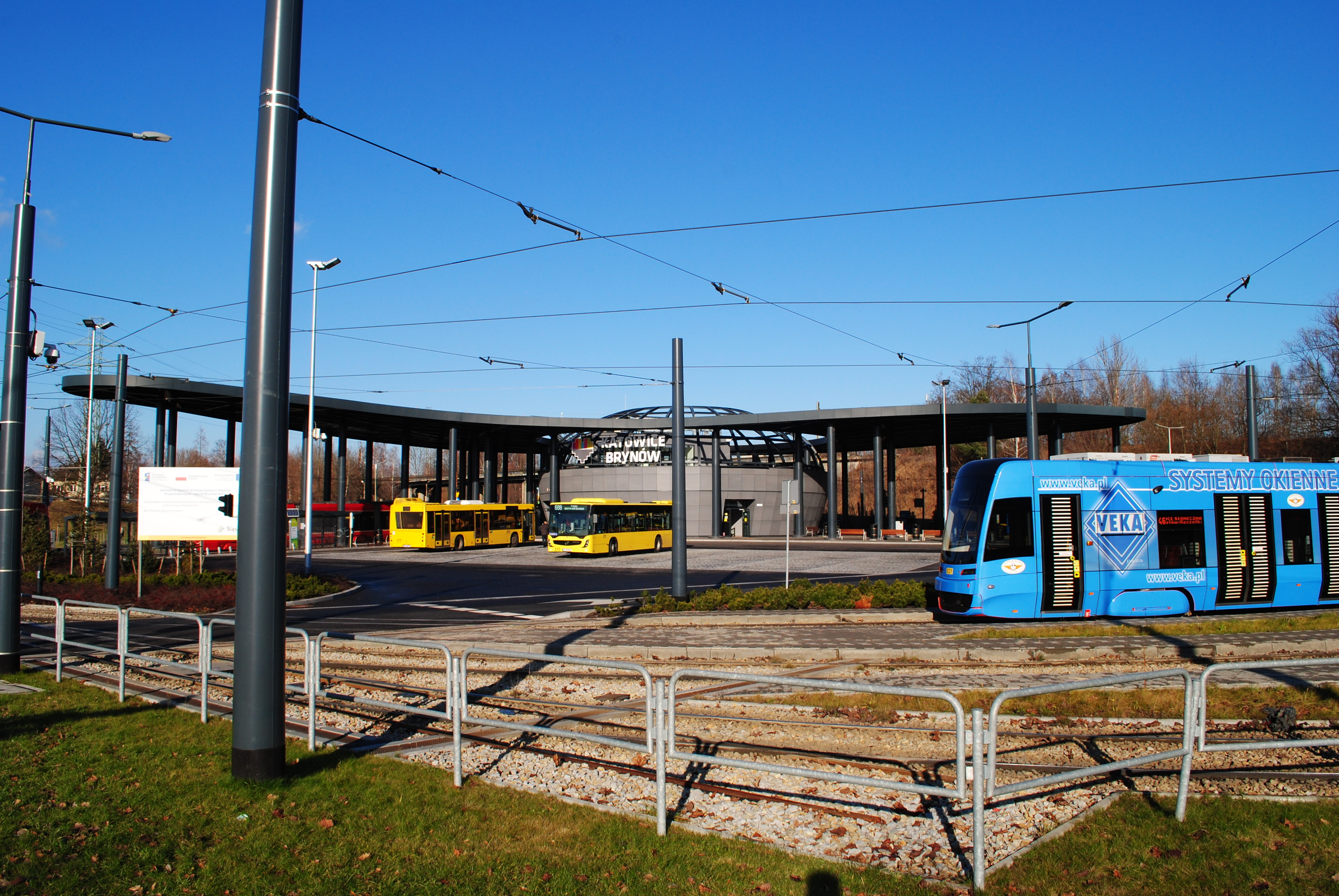
Centrum przesiadkowe komunikacji miejskiej

## Zadania komunikacji miejskiej
Komunikacja miejska zaspokaja potrzeby przewozowe ludności na obszarach miasta i strefy podmiejskiej w zakresie połączenia miejsc zamieszkania z:
- miejscami pobierania nauki (szkoły, uczelnie) i świadczenia pracy
- organami administracji publicznej
- sklepami i centrami handlowymi
- placówkami opieki zdrowotnej

oraz miejscami rekreacji, instytucjami kultury, obiektami kultu religijnego.
Ze względu na wykorzystywane środki transportu można wyróżnić np. miejski transport drogowy, miejski transport szynowy i miejski transport wodny.

## Transport miejski w Polsce
W prawie polskim w odniesieniu do transportu miejskiego stosowane są różne określenia, między innymi takie jak: komunikacja komunalna, zbiorowa komunikacja komunalna, gminny transport zbiorowy (Ustawa z dnia 15 listopada 1984 r. Prawo przewozowe), lokalny transport zbiorowy (Ustawa z dnia 8 marca 1990 r. o samorządzie gminnym) oraz komunikacja miejska (Ustawa z dnia 6 września 2001 r. o transporcie drogowym).
W III Rzeczypospolitej zaspokojenie potrzeb mieszkańców w zakresie lokalnego transportu zbiorowego stanowi zadanie własne gmin, mające charakter użyteczności publicznej.
Ramy prawne działania komunikacji miejskiej w Polsce regulują bezpośrednio rozporządzenie unijne nr 1370/2007 oraz krajowa ustawa o publicznym transporcie zbiorowym z 2010 roku, natomiast pośrednio również szereg aktów prawnych odnoszących się do gospodarki komunalnej, prawa cywilnego, prawa handlowego, samorządu terytorialnego i transportu drogowego.
Komunikacja miejska według stanu na rok 2011 była najpopularniejszym rodzajem publicznego transportu zbiorowego w Polsce pod względem liczby przewożonych pasażerów.
Pod koniec 2011 roku komunikacja miejska funkcjonowała w ponad 260 polskich miastach i gminach i obejmowała zasięgiem terytorialnym 17 milionów mieszkańców. W miastach dominowała komunikacja autobusowa: przewoźnicy i operatorzy posiadali 11 tysięcy autobusów. Szesnaście miast posiadało pod koniec roku 2011 dostęp do komunikacji tramwajowej, cztery – do komunikacji trolejbusowej, a jedno – do metra. Od 2005 roku wzrasta udział kolei miejskiej w komunikacji miejskiej w polskich aglomeracjach: istnieją systemy szybkiej kolei miejskiej w Trójmieście i Warszawie, rozbudowie na obszarze miast ulegają także systemy kolei aglomeracyjnej. W części miast istnieje integracja taryfowa komunikacji miejskiej z koleją na obszarze miasta.
W Polsce notowano spadek liczby osób korzystających ze zbiorowej komunikacji miejskiej. Liczba pasażerów spadła z 7,2 mld podróżnych w 1990 do 4,9 mld w 2001. Jako przyczynę wskazywano proces wyludniania się centrów miast, czyli eksurbanizacji, który pociąga za sobą niekontrolowany rozwój motoryzacji indywidualnej.
Dynamika spadku ilości pasażerów komunikacji miejskiej w latach 2001–2011 zmalała – liczba podróżujących komunikacją miejską spadła do niecałych 4 mld.
Przystąpienie Polski do Unii Europejskiej umożliwiło polskim samorządom inwestowanie w transport miejski z wykorzystaniem funduszy strukturalnych (Europejskiego Funduszu Rozwoju Regionalnego), pozyskiwanych poprzez zgłaszanie projektów do regionalnych i krajowych programów operacyjnych (m.in. ZPORR, SPOT, POIŚ, „Polska Wschodnia”). Niektóre samorządy korzystały ponadto z programów ramowych (np. projektu Civitas-Caravel).